# Félicien Kempeneers
Félicien Kempeneers va ser un gimnasta artístic belga que va competir a començament del segle xx.
Va prendre part en els Jocs Olímpics d'Estiu de 1920 d'Anvers, on guanyà la medalla de plata en el concurs complet per equips del programa de gimnàstica. En el concurs complet individual finalitzà en quarta posició.